# Bruno Mars
Peter Gene Hernández (Honolulú, 8 de octubre de 1985), conocido artísticamente como Bruno Mars, es un cantante, compositor, productor musical y bailarín estadounidense de ascendencia puertorriqueña.
Comenzó a crear música desde una edad muy temprana y actuó en muchos escenarios de su pueblo natal a lo largo de su niñez, realizando imitaciones. Se graduó de la escuela secundaria y se mudó a Los Ángeles, donde continuó con su carrera musical. 
Después de una temporada sin éxito con Motown Records, Mars firmó con Atlantic Records en 2009. Llegó a ser reconocido como artista en solitario después de prestar su voz y haber coescrito los coros para las canciones «Nothin' on You» de B.o.B, y «Billionaire» de Travie McCoy. También coescribió los éxitos internacionales «Right Round» de Flo Rida, «Wavin' Flag» de K'naan y «Fuck You!» de Cee Lo Green. El 4 de octubre de 2010 lanzó su álbum de estudio debut, Doo-Wops & Hooligans. Logró las mejores posiciones en el Billboard Hot 100 gracias a sus sencillos «Just the Way You Are» y «Grenade». Su segundo álbum fue Unorthodox Jukebox, con el que logró llegar al primer puesto de la misma lista con las canciones «Locked out of Heaven» y «When I Was Your Man». Vendió más de 170 millones de copias a nivel mundial, lo que lo hace uno de los artistas con más ventas. Siete de sus canciones se encuentran entre los sencillos más vendidos de la historia a nivel internacional. 
Su música se caracteriza por mostrar una amplia gama de estilos e influencias de géneros musicales variados. Trabajó con grandes artistas de diferentes géneros y esas experiencias, reconoce Mars, han tenido impacto en su propia música. Cuando era niño fue muy influenciado por artistas como Elvis Presley y con frecuencia se hacía pasar por él desde una edad temprana. Incorpora sonidos inspirados en el reggae, funk, R&B, hip hop, rock, entre otros. Jon Caramanica de The New York Times se refiere a Mars como «uno de los cantantes más versátiles y accesibles en el pop».
Mars forma parte del trío de compositores bautizados como The Smeezingtons, formado junto a Philip Lawrence y Ari Levine. Escribió letras para una decena de artistas como Sugababes, Adele, Flo Rida, Cee Lo Green y Taemin, integrante del grupo SHINee.

## Vida y carrera

### 1985-2003: Primeros años

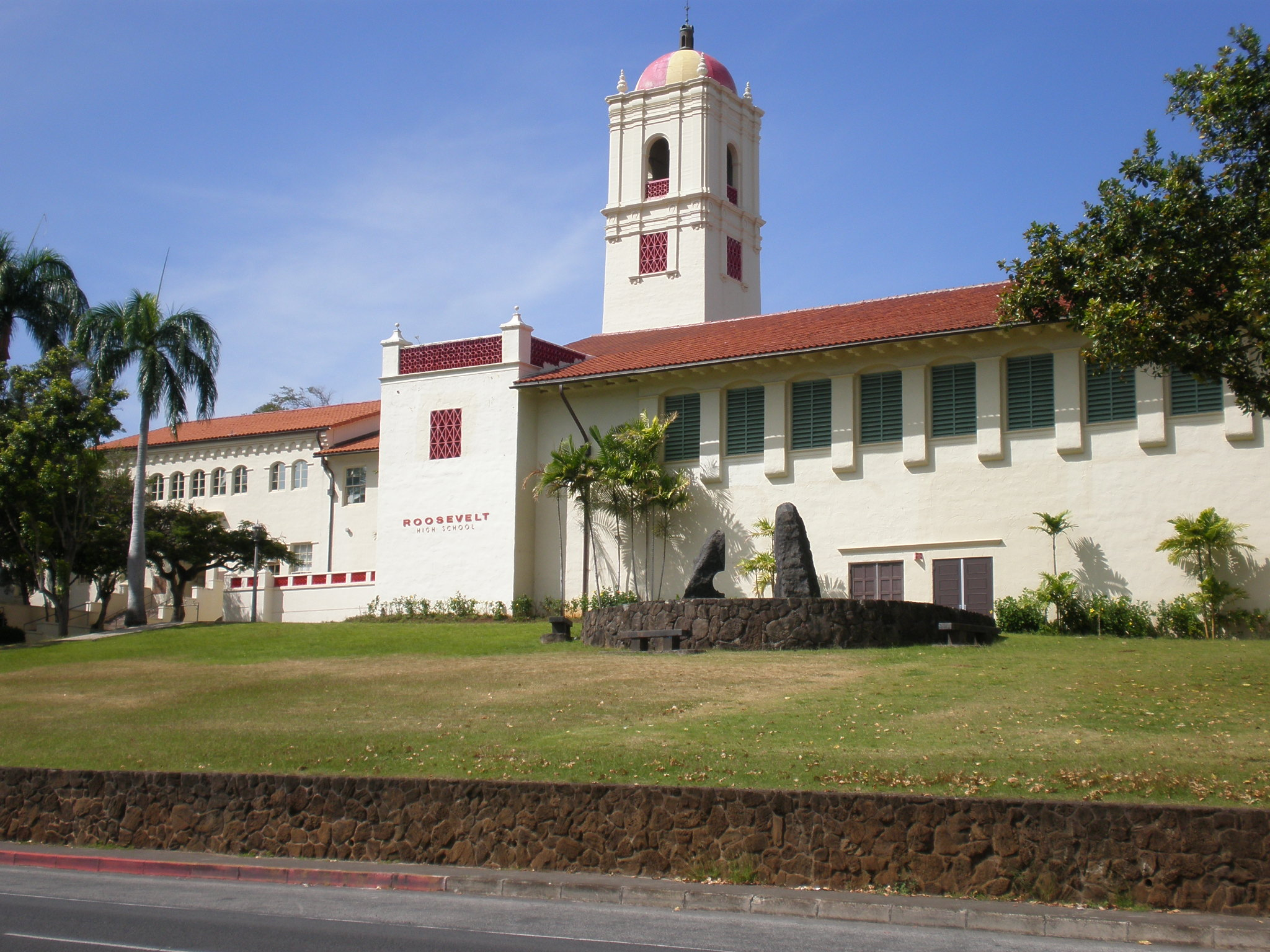
Escuela preparatoria President Theodore Roosevelt, donde Mars estudió.

Peter Gene Hernández nació y se crio en Honolulú, Hawái. Sus padres son Peter Hernández y Bernadette San Pedro Bayot, de Puerto Rico y Filipinas respectivamente. A los dos años fue apodado como "Bruno" por su padre, debido a su parecido con el luchador profesional Bruno Sammartino. Hernández tiene cinco hermanos: su hermano Eric y sus hermanas Presley, Jaime, Tiara y Tahití. Viene de una familia musical de reggae, rock, hip hop y R&B. En 1990 con tan sólo cuatro años de edad, Hernandez inició su carrera artística imitando a Elvis, siendo presentado en el diario The New York Times como el "Pequeño Elvis", catalogándolo como el imitador más joven del recordado artista. Incluso participó bajo este seudónimo en la película Honeymoon in Vegas en 1992. En el 2010, dijo, "Crecer en Hawái me hizo el hombre que soy. Yo solía hacer un montón de espectáculos en Hawái con la banda de mi padre. Todo el mundo en mi familia canta, todo el mundo toca instrumentos. Mi tío es un guitarrista increíble, mi padre es un percusionista increíble y mi hermano es un gran baterista. He estado rodeado por ella". Asistió a la preparatoria President Theodore Roosevelt High School, graduándose en 2003 a los 17 años, y poco después se mudó a Los Ángeles para proseguir una carrera musical.

### 2004-2009: Inicios en la industria musical
Tras llegar a Los Ángeles, Mars contó con la ayuda de su hermana Jaime para conseguir contactos iniciales. Allí conoció al compositor Philip Lawrence. Una demo "muy, muy buena" le valió un contrato con la discográfica Motown. Sin embargo, Mars no tenía ninguna experiencia en escribir o producir canciones y su contrato con Motown no funcionó. En 2006, Lawrence le presentó a Aaron Bay-Schuck, de la discográfica Atlantic Records. Tras escuchar varias canciones con la guitarra, Bay-Schuck quiso contratarlo inmediatamente, pero su contrato no llegó hasta el 2009. Durante esos años, Mars estuvo mejorando su composición y tratando de averiguar lo que quería como artista.
Antes de convertirse en un artista solista, fue un reconocido productor musical, escribiendo canciones para Flo Rida, Alexandra Burke, Cobra Starship, Travis McCoy, Adam Levine, Brandy, Sean Kingston y también coescribió la canción de Sugababes, "Sexy" y los coros de su álbum Sweet 7. Su primera aparición musical como cantante fue en el álbum de estudio Animal de Far East Movement, apareciendo en la canción "3D", producido por The Stereotypes. Se dio a conocer como artista en solitario con su participación en las canciones "Nothin' on You" con B.o.B, y "Billionaire" con Travie McCoy; ambas canciones alcanzaron su punto máximo en los diez primeros puestos de las listas mundiales.

### 2008-2012: It's Better If You Don't Understand y Doo-Wops & Hooligans

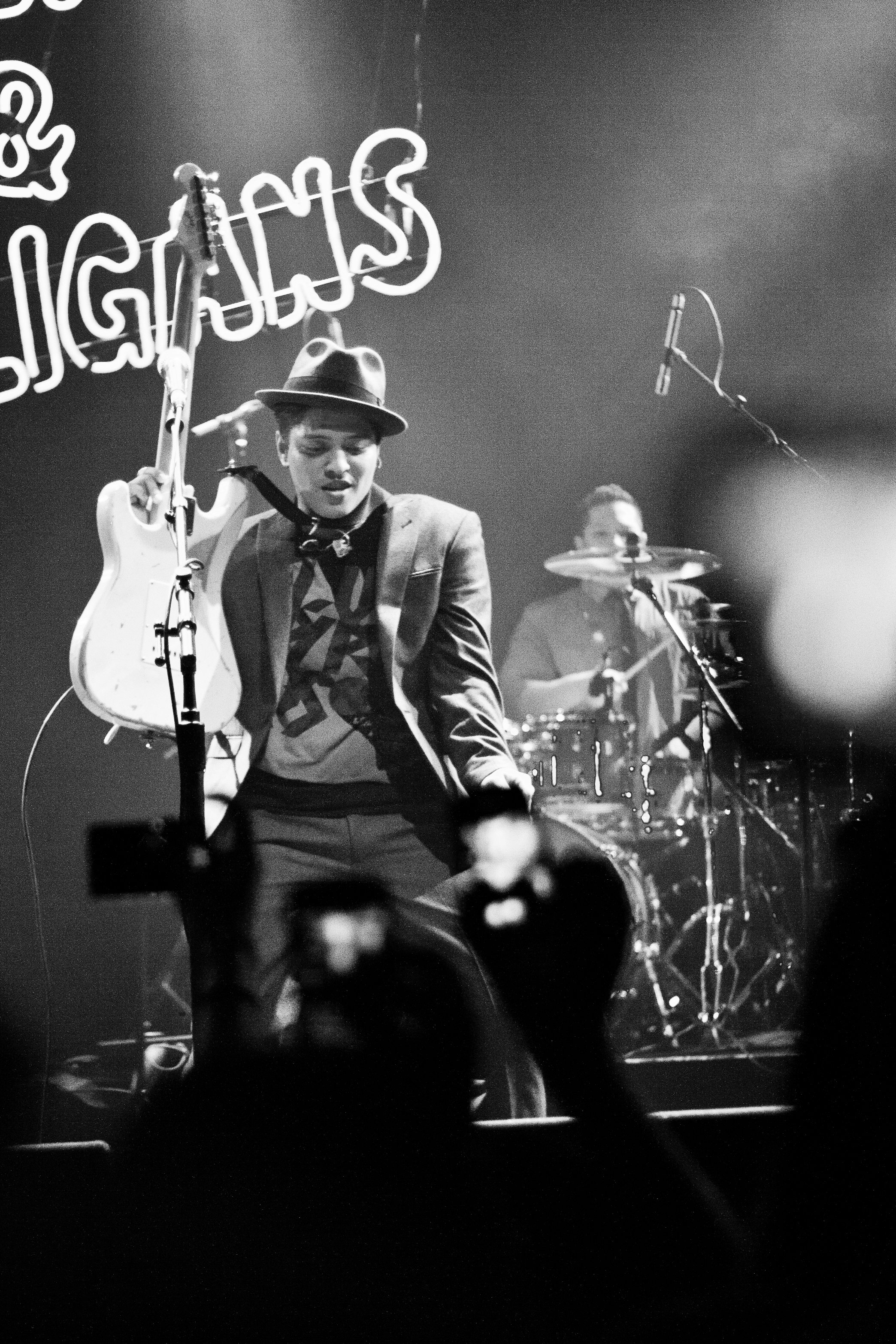
Bruno Mars actuando en Houston, Texas en noviembre del 2010.

Después de este éxito, Mars hizo su debut en un EP, titulado It's Better If You Don't Understand y lanzado el 11 de mayo de 2010. El EP alcanzó su punto máximo en la posición 99 en el Billboard 200 y lanzó como sencillo "The Other Side", con la colaboración de los raperos Cee Lo Green y B.o.B. Colaboró una vez más con Green en agosto de 2010 al coescribir su sencillo "Fuck You!". Realizó un popurrí de "Nothin' on You" y "Airplanes" con B.o.B y Hayley Williams en los premios MTV Video Music Awards 2010 el 12 de septiembre de 2010.
El álbum debut de Mars "Doo-Wops & Hooligans" fue lanzado digitalmente el 4 de octubre de 2010 y en forma física el 5 de octubre de 2010. El primer sencillo, "Just the Way You Are", fue lanzado el 19 de julio de 2010, y ha llegado a la posición número 1 del Billboard Hot 100. El video musical fue lanzado el 8 de septiembre de 2010.
Dos canciones del álbum, "Liquor Store Blues" con Damian Marley y "Grenade" fueron lanzados en iTunes Store como sencillos promocionales. La portada del álbum fue lanzada oficialmente el 30 de agosto de 2010. Abrió los conciertos de Maroon 5 en su Hands All Over Tour que comenzó el 6 de octubre de 2010. Mars también cantó con Travie McCoy en una gira europea que comenzó el 18 de octubre de 2010. Según Nielsen SoundScan, hasta octubre de 2012, Doo-Wops & Hooligans vendió 1 842 000 copias en Estados Unidos, donde debutó en la tercera posición de la lista Billboard 200.
Mars colaboró en la canción "Lighters" del grupo Bad Meets Evil, formado por los raperos Eminem y Royce Da 5'9". La canción pertenece al EP Hell: The Sequel y se filtró en Internet en junio de 2011. El 13 de septiembre de 2011 se estrenó "Mirror" con Lil Wayne, canción perteneciente al noveno álbum de Wayne, Tha Carter IV. El 22 de septiembre se anunció que Mars participaría en la banda sonora de la película The Twilight Saga: Breaking Dawn - Part 1, con la canción "It Will Rain". Se estrenó el 27 de septiembre. El 11 de octubre fue lanzado el sencillo "Young, Wild & Free" de los raperos Snoop Dogg y Wiz Khalifa, que cuenta con la colaboración de Mars. El 23 de octubre cantó "Runaway Baby" en el programa británico The X Factor, y el 30 de noviembre consiguió 6 nominaciones para los Premios Grammy 2012. Ese mes apareció en el programa infantil Sesame Street, interpretando la canción «Don't Give Up». En abril de 2012 posó para la revista Playboy, convirtiéndose en el 10º hombre en aparecer en la portada de la revista.
El 19 de septiembre de 2010, Mars fue arrestado en Las Vegas por posesión de cocaína.
Al hablar con un oficial de policía, Mars habría declarado que lo que hizo fue "tonto" y que "nunca ha consumido drogas antes". Mars se declaró culpable de posesión de drogas siendo éste un delito grave, los cargos se borrarán de su registro de antecedentes penales, siempre y cuando se pague una multa de $ 2.000, 200 horas de servicio comunitario y complete un curso de consejería sobre drogas.
En noviembre de 2011, Mars confirmó que había empezado a trabajar en su segundo álbum, el cual sería "más divertido".

### 2007-2016:Unorthodox Jukebox,Super Bowl XLVIII

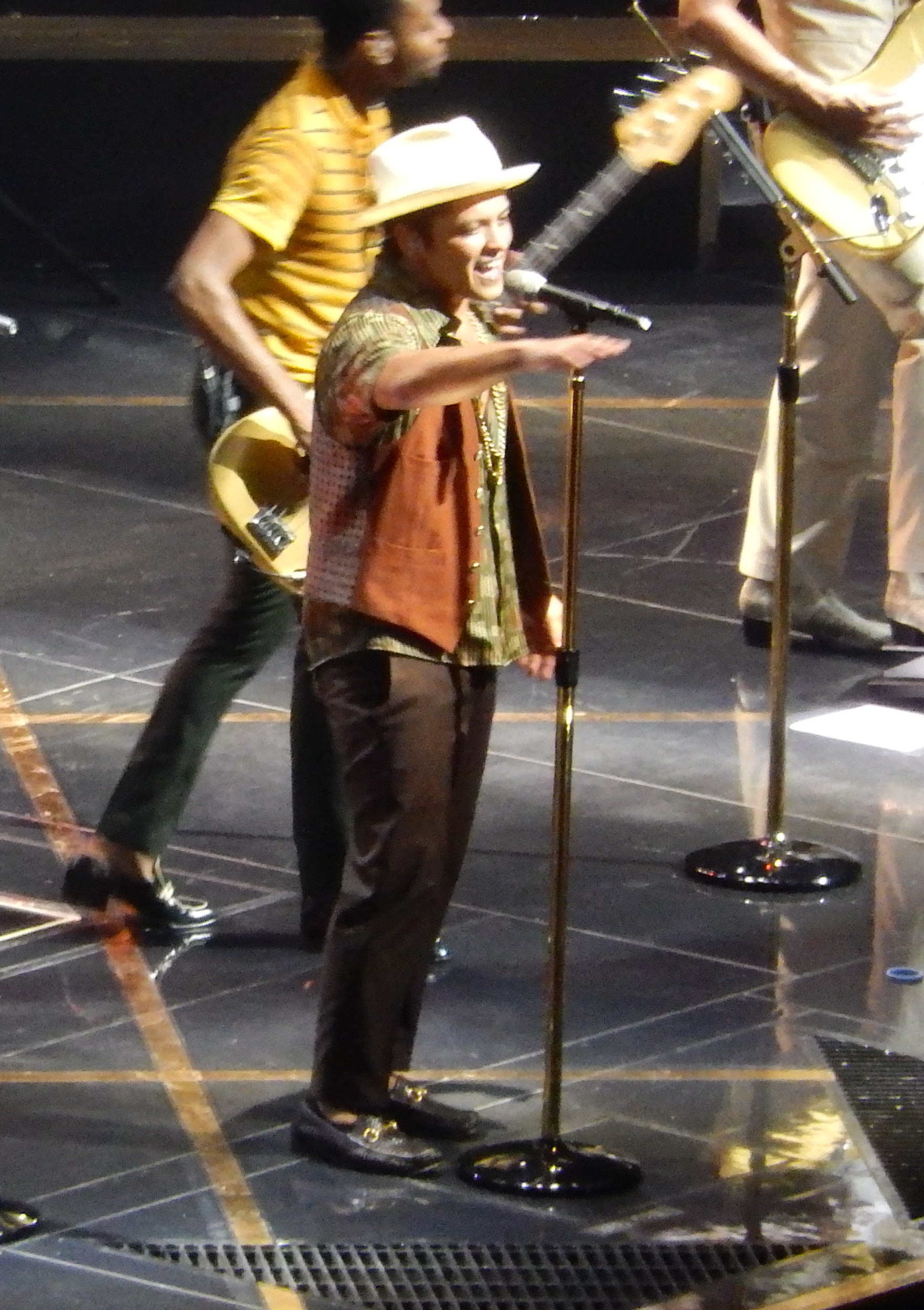
Bruno Mars durante su gira The Moonshine Jungle Tour en el Madison Square Garden en 2014.

El 9 de marzo de 2012 se anunció que Mars había firmado un acuerdo con BMG Chrysalis US. Mars anunció que el primer sencillo de su nuevo álbum sería «Locked Out of Heaven», que fue lanzado el 1 de octubre de 2012. El 11 de diciembre de 2012, Mars lanzó su segundo álbum de estudio, Unorthodox Jukebox. Además de anunciar el título del álbum y el primer sencillo, Mars anunció las otras 9 canciones del álbum. Señaló que el álbum sería más variado y se negó a «elegir un estilo musical», explicando: «Escucho mucha música, y quiero tener la libertad y el lujo de entrar a un estudio y decir, 'Hoy quiero hacer un álbum hip-hop, R&B, soul o de rock.'»
En Estados Unidos, el álbum debutó en el número dos en Billboard 200 con ventas de 187.000 copias. El álbum debutó en el puesto número uno en Suiza y Reino Unido. Fue el álbum vendido más rápido por un artista en 2012. El primer sencillo del álbum, «Locked Out of Heaven», alcanzó el puesto número uno en Billboard Hot 100 y en varios países en todo el mundo. El segundo sencillo del álbum, «When I Was Your Man», llegó al puesto número 10 en quince países, incluyendo el puesto número uno en Billboard Hot 100.
En febrero de 2013, Mars fue nominado por Mejor Canción de Rap en los Premios Grammy, como productor y escritor de «Young, Wild & Free»; de todas formas perdió contra «Niggas in Paris». Durante la ceremonia, cantó con Sting, Rihanna, Ziggy Marley y Damian Marley en un homenaje a Bob Marley.
El tercer sencillo, «Treasure» llegó al puesto número cinco en Estados Unidos y tuvo un menor éxito comercial en todo el mundo que los dos sencillos anteriores. El 24 de mayo de 2013, Major Lazer lanzó «Bubble Butt» como el cuarto sencillo de su álbum Free the Universe con Tyga, Mystic y Mars cantando, convirtiéndolo el sencillo más exitoso de Major Lazer hasta ese momento. Mars dio a conocer el siguiente sencillo, «Gorilla», que alcanzó el puesto número 22 en Hot 100 y tuvo éxito en todo el mundo, en los MTV Video Music Awards 2013. El 25 de septiembre, Mars anunció que realizaría ocho shows en The Cosmopolitan of Las Vegas entre diciembre de 2013 y agosto de 2014.
Según Billboard Mars fue el duodécimo músico mejor pagado de 2013, con ganancias de 18,8 millones de dólares, además en diciembre de 2013, fue nombrado Artista del Año por la misma revista, y ocupó el puesto número uno en la lista Forbes de 2014, en un recuento de las estrellas más brillantes en 15 campos diferentes menores de 30 años. Además fue el decimotercero en la lista de 2014 de las celebridades más poderosas del mundo con ganancias estimadas de $ 60 millones.
El 26 de enero de 2014, Mars ganó el premio de Mejor álbum de pop vocal por Unorthodox Jukebox en los Premios Grammy. Una semana después, encabezó el espectáculo de medio tiempo del Super Bowl XLVIII junto a los Red Hot Chili Peppers como invitados. Mars se convirtió en el primer cantante con menos de 30 años y de ascendencia puertorriqueña en cantar en el show. El show tuvo 115.3 millones de espectadores, pasando el récord anterior de 114 millones, hecho por Madonna hacía dos años. En noviembre de 2014, Mars colaboró en la canción "Uptown Funk" de Mark Ronson en la parte vocal, la canción llegó a la cima de las listas de ventas y popularidad alrededor del mundo, estuvo 14 semanas consecutivas en el primer puesto de Billboard Hot 100.

### 2016-2019: Super Bowl 50 y 24K Magic
El 2 de diciembre de 2015, se anunció que la banda británica Coldplay serían los actores principales en el espectáculo de medio tiempo para el Super Bowl 50 el 7 de febrero de 2016. Mars y Beyoncé fueron invitados en el show, convirtiéndose en el tercero y el cuarto artista en haber participado dos veces en el show del Super Bowl, junto con Justin Timberlake y Nelly, y superados por Gloria Estefan con tres apariciones. Las calificaciones de Nielsen confirmaron que el espectáculo fue visto por 111,9 millones de televidentes, convirtiéndose así en el tercer espectáculo de medio tiempo más visto en su historia después de que Katy Perry y Mars fueran actores principales. En los premios Grammy de 2016 el sencillo de Mars con Mark Ronson, «Uptown Funk», ganó el Grammy a Mejor Colaboración Pop, Canción del año, en total ganó cuatro premios. Mars protagonizó la segunda temporada de Jane the virgin como invitado musical. El 10 de mayo de 2016, Billboard informó que Mars y su mánager, Brandon Creed, se habían dividido después de nueve años trabajando juntos.
Luego de casi 4 años de no lanzar nueva música el 7 de octubre de 2016 el tema «24K Magic» fue publicado como el primer sencillo de su próximo disco homónimo que sería revelado el 18 de noviembre, la canción logró posicionarse en el primer puesto en 9 países y llegó al puesto 4 de Billboard Hot 100. Posteriormente el viernes 5 de noviembre, publicó una nueva canción llamada Versace On The Floor la cual también formaría parte de su nuevo material. El 15 de octubre reveló que se embarcaría en una nueva una gira musical de 86 presentaciones por Europa y Norte América, y llevaría por nombre «24K Magic World Tour». La gira logró vender un millón de entradas en 24 horas, y adhirieron 15 presentaciones más.
Bruno Mars colaboró en el álbum de estudio de Chic It's About Time (2018). Finalmente, Mars saca a inicios de 2019 junto a Cardi B el sencillo "Please Me" y fue nominado dos veces en los Billboard Music Awards 2019. El cantautor británico Ed Sheeran, el cantautor estadounidense Chris Stapleton y Mars colaboraron en "Blow", para el cuarto álbum de estudio del primero, No.6 Collaborations Project (2019).

### 2020-2024: Nuevas colaboraciones yAn Evening with Silk Sonic
En febrero de 2020, se anunció una asociación entre Mars y Disney para una "narrativa teatral con temas musicales", en la que el cantante protagonizará y producirá la película. En marzo de 2020, un representante del cantante afirmó que este último estaba "en el proceso creativo de trabajar en su próximo álbum". Mars ha estado trabajando con el ingeniero de grabación Charles Moniz y el músico Babyface. En abril de 2020, el cantante aseguró a sus fans que escribe música todos los días para su próximo álbum mientras está en cuarentena.
El 26 de febrero de 2021, Mars y el rapero estadounidense Anderson .Paak anuncian que han grabado un álbum juntos bajo el nombre de la banda Silk Sonic. El álbum debut de la banda se titula An Evening with Silk Sonic e incluye al músico estadounidense Bootsy Collins como artista invitado especial. "Leave the Door Open" fue lanzado como primer sencillo el 5 de marzo de 2021. Alcanzó el número uno en Nueva Zelanda.
El 15 de agosto de 2024, Mars inauguró el Intuit Dome de Los Ángeles con un concierto para 18 mil personas, donde además interpretó junto a Lady Gaga su colaboración titulada «Die with a Smile», publicada como sencillo al día siguiente.

## Vida personal
Mars comenzó a salir con la modelo Jessica Caban en 2011. Los dos fueron pareja hasta 2024, para luego confirmar su ruptura en octubre del mismo año.

## Influencias musicales
La música de Mars es notable por mostrar una gran variedad de estilos e influencias, como el pop, rock, reggae, R&B, soul, disco y hip hop.
Caramanica de The New York Times lo llamó "uno de los cantantes más versátiles y accesibles del pop, con una voz suave e influenciada por el soul, que se adapta a una amplia gama de estilos". Mars fue influenciado inicialmente por artistas de R&B como Keith Sweat, Jodeci y R. Kelly, así como por el rock 'n roll de los años 1950 y Motown. En el instituto empezó a escuchar grupos de rock clásico como The Police, Led Zeppelin y The Beatles así como cantantes con voces altas, como Stevie Wonder y Freddie Mercury. Bob Marley y bandas locales en Hawái, fueron una influencia importante y explican sus raíces de reggae. Artistas hip-hop como Jay-Z, The Roots, y Cody Chesnutt estaban entre algunos de los favoritos de Mars, y han influido en sus habilidades de composición. Mars explicó que "no es fácil crear canciones con esa mezcla de rock, soul y hip hop, y solo hay un puñado de ellas". Por otro lado Mars también ha mencionado a artistas cómo Michael Jackson y Elvis Presley dentro de sus más grandes inspiraciones.
Además, Mars afirma que su trabajo con otros artistas influenció su estilo musical, diciendo que "«Nothin' on You» tuvo un ambiente Motown, «Billionaire» se acercó más al reggae, aunque una de mis favoritas es la canción de Cee-Lo Green «Fuck You!». No creo que otra persona pudiese haber cantado esa canción". Cita el doo-wop como una gran influencia en su música, refiriéndose al género como "simplemente canciones de amor sencillas - tan encantador, sencillo y romántico".
Líricamente, muchas canciones de Mars han sido descritas como despreocupadas y optimistas; sin embargo, algunas canciones tratan temas más oscuros, como Grenade, Liquor Store Blues o Talking to the Moon, que cuentan relaciones fracasadas y comportamientos autodestructivos.«Interview with AARON BAY-SCHUCK, Ar» (en inglés). AOL Radio. 5 de octubre de 2010.</ref>
Otros artistas que Mars ha mencionado como sus inspiraciones son: Jimi Hendrix, Sly Stone, Carlos Santana, George Clinton, Coldplay y Usher. Mars también ha declarado que es fanático de: Alicia Keys, Jessie J, Michael Jackson, Jack White, The Saturdays y Kings of Leon.

## Discografía

#### Álbumes de estudio
- 2010: Doo-Wops & Hooligans
- 2012: Unorthodox Jukebox
- 2016ː 24K Magic

#### Álbumes colaborativos
- 2021: An Evening with Silk Sonic (junto a Anderson Paak como Silk Sonic)

## Filmografía
- Honeymoon in Vegas (1992).
- Rio 2 (2014) como voz de Roberto, un guacamayo azul.

## Giras y residencias

### Giras musicales
Headlining
- Doo-Wops & Hooligans Tour (2010–2012)
- The Moonshine Jungle Tour (2013–2014)
- 24K Magic World Tour (2017–2018)

- European tour with Travie McCoy (2010) (European select dates)

Opening act
- Hands All Over Tour (2010) (North American select dates)

### Residency shows
- The Cosmopolitan of Las Vegas (2013–2014)

## Premios y nominaciones
Bruno Mars ha ganado numerosos premios y honores a lo largo de su carrera, incluyendo quince premios Grammy, tres Brit Awards y tres MTV Europe Music Awards. En 2011, Mars hizo la lista de la revista Time 100 y en 2013 fue considerado el sexto mejor compositor de ese año por Billboard. Los Smeezingtons, el equipo de compositores y productores de discos del cual hace parte Mars, han ganado varios elogios. En 2014, Mars se convirtió en el artista con más de cinco entradas en el Billboard Hot 100 desde su primera semana en la lista. Junto con Adele y John Legend, Mars es el único artista que tiene una canción que solo cuenta con piano y voces para encabezar el Hot 100. Es el primer artista masculino en colocar dos canciones como protagonista en el Top 10 de Hot 100 simultáneamente. Mars fue el artista más escuchado en la radio pop en 2013 de acuerdo con Mediabase y se convirtió en el primer artista masculino en solitario, cuyos primeros 13 Top 40 hits alcanzaron el Top 10 en el Top 40 americano. En total, ha tenido seis singles número uno en el Hot 100.
Según la Federación Internacional de Industria Fonográfica (IFPI), "Just the Way You Are" y "Grenade" son dos de los singles digitales más exitosos de todos los tiempos, con ventas de 12,5 millones y 10,2 millones, respectivamente. Esto contribuyó a que Mars se convirtiera en el artista con más ventas en 2012. Sus canciones "Just The Way You Are", "Grenade", "Locked Out Of Heaven" y "When I Was Your Man" han vendido más de 4 millones de copias digitales, lo que lo convierte en el primer artista masculino en hacerlo como solista. Cinco de sus sencillos se encuentran entre los más vendidos de todos los tiempos. A partir de 2014, Mars ha vendido más de 100 millones de sencillos y álbumes en todo el mundo. Sin embargo, como cantante, artista, productor y compositor, sus ventas superan los 169 millones de sencillos en todo el mundo.
Debido a la venta de boletos que ocurrió durante la semana después del Super Bowl, y para limitar ese tipo de especulación, la presidenta del Senado de Hawái, Donna Mercado Kim, presentó la Resolución 12 del Senado, también conocida como la Ley Bruno Mars. Limita todas las compras de boletos dentro de 48 horas de la fecha de la venta a la taquilla física. Esto asegura que cualquier persona que llegue a la taquilla para comprar boletos para un espectáculo casi seguramente se garantizará un boleto y desalienta el scalping del boleto. El Senado del Estado en Hawái aprobó la ley.